# استان برشا
استان برشا (Provincia di Brescia) یکی از استان‌های ایتالیا است که در ناحیه لمباردی قرار دارد. شهر برشا مرکز این استان است.
مساحت استان لمباردی ۴۷۸۴ کیلومتر مربع و جمعیت آن در ۲۰۰۸ برابر ۱,۲۲۳,۹۰۰ نفر بوده‌است.
برشا به دلیل وجود دریاچه های متعدد و زیبا مانند آیسیو و ایدرو و کوه های آلپ به مکانی توریستی تبدیل شده است. 
مهمترین محصول کشاورزی برشا، انگور است که هر ساله در تاکستان های برشا تولید می‌شود. 
شهر کالویسانو سالانه 25 تن خاویار تولید می کند. 
دفتر مرکزی آ2آ به‌عنوان بزرگترین شرکت بازیافت زباله ایتالیا، در این استان قرار دارد. 
کارخانجات متعدد اسلحه و مهمات سازی در شهر گاردونه ول ترمپیا ، این استان را به قطب اسلحه‌سازی ایتالیا تبدیل نموده‌است. 